# Crépey
Crépey ist eine französische Gemeinde mit 386 Einwohnern (Stand 1. Januar 2022) im Département Meurthe-et-Moselle in der Region Grand Est (bis 2015 Lothringen). Sie gehört zum Arrondissement Toul und zum Kanton Meine au Saintois. Die Einwohner nennen sich Crépeyens/Crépeyennes und haben den Übernamen Crépey les faous.

## Geografie
Crépey liegt etwa 18 Kilometer südöstlich von Toul östlich der Autoroute A31. Die Nachbargemeinden von Crépey sind Thuilley-aux-Groseilles im Norden, Germiny im Nordosten und Osten, Goviller im Südosten, Selaincourt im Süden, Colombey-les-Belles im Südwesten sowie Allain (im Département Vosges) im Westen. Weite Teile der Gemeinde sind bewaldet. Der Fluss Uvry entspringt südlich des Dorfs.

## Geschichte
Der Name der heutigen Gemeinde wurde 836 indirekt erstmals in der Form Basilica in Crepiaco in einem Dokument erwähnt. Im Mittelalter gehörte die Gemeinde zum Gebiet des Herzogtums Lothringen. Genauer zum Amt (Bailliage) Vézelise. Mit dieser Herrschaft fiel Crépey 1766 an Frankreich. Bis zur Französischen Revolution lag die Gemeinde dann im Grand-gouvernement de Lorraine-et-Barrois. Von 1793 bis 1801 war die Gemeinde dem Distrikt Vézelise zugeteilt und von 1793 bis 2015 Teil des Kantons Colombey-les-Belles. Mit Ausnahme der Jahre 1926 bis 1943, als sie zum Arrondissement Nancy gehörte, ist Crépey seit 1801 dem Arrondissement Toul zugeordnet. Die Gemeinde lag bis 1871 im alten Département Meurthe.   

## Bevölkerungsentwicklung
| Jahr                       | 1962 | 1968 | 1975 | 1982 | 1990 | 1999 | 2006 | 2019 |
| Einwohner                  | 357  | 347  | 314  | 297  | 274  | 272  | 326  | 391  |
| Quellen: Cassini und INSEE |      |      |      |      |      |      |      |      |

## Sehenswürdigkeiten
- Kirche Église de la Nativité-de-la-Vierge; renoviert im Jahr 1787
- Kapelle Saint-Lambert aus dem 19. Jahrhundert westlich des Dorfs
- Denkmal für die Gefallenen[2]
- Gedenkstätte an der D904 Richtung Thuilley-aux-Groseilles[3]
- vier Wegkreuze; mehrere rund ums Dorf und das Croix Creusot an der D4 im Westen der Gemeinde
- zwei ehemalige Lavoirs (Waschhäuser)